# Claudia von Funcke
Claudia von Funcke (* 1966 in Kiel) ist eine deutsche Bildhauerin und Fotografin.

## Werdegang und Werk
Funcke lebt und arbeitet in Berlin. Sie war Redakteurin bei der Kunstzeitung NIKE München und studierte Bildhauerei an der Akademie der Bildenden Künste München bei Eduardo Paolozzi und James Reineking. 1996/97 erhielt sie ein daad-Stipendium (Architectural Association) in London. Von Funckes Installationen und Objekte entstehen unter dem Einfluss von diversen Bereichen der Wahrnehmungstheorie, Gehirnforschung, Molekularbiologie, Geophysik und zeitgenössischen Architektur. Sie zielen zumeist auf die Destabilisierung gewohnter Wahrnehmungen, nutzen betont einfache Baustoffe und alltägliche Fundstücke, greifen gelegentlich aber auch auf High Tech-Materialien zurück. Werke von ihr stehen u. a. im Deutschen Museum, München/Flugwerft Oberschleißheim.
Seit 2011 leitet Claudia von Funcke den Projektraum FUNCK[ ]RAUM in Berlin

## Preise (Auswahl)
- 2018: Kunstpreis Neukölln, Berlin
- 2016: Kim Whan Ki-Artist Residency, Anjwa, Jeollanam-do, Südkorea
- 2011: Kunst-Wissenschaft-Stipendium, Künstlerdorf Schöppingen
- 2010: Kunst und Wissenschaft, berliner wirtschaftsgespräche
- 2001: Stadt und Geflecht, Stadt Lichtenfels/D
- 1998/99: Studio Award, Florence Trust Studios, London
- 1997: Stahlkunstpreis, Kolloquium Nordrhein-Westfalen
- 1997: Jutta-Cuny-Franz Foundation Memorial Award, Düsseldorf
- 1995: Erwin-und-Gisela-von-Steiner-Stiftung, München

## Ausstellungen (Auswahl)
- 2018: Die gefaltete Stadt, Galerie im Saalbau, Berlin
- 2017: TRANSITIONS, trekantfest, Haderslev/DK
- 2017: OVERLAPPING HISTORY, MASQ Cultural Center, Kairo/EGY[2]
- 2016: Wind from South, Seungwoo Oh Museum of Art, Muan, Südkorea
- 2016: Gallery I-Ang, Seoul, Südkorea
- 2014: Kunst im Bundestag, Berlin
- 2012: SET AND SETTING, Culture Lab, Newcastle/GB[3]
- 2012: verquer, Frauenmuseum Berlin
- 2011: Kristal Şehir – Crystal City, Mars, Istanbul[4]
- 2011: Hygiene in der Kunst, Edwin Scharff Museum, Ulm
- 2010: What‘s new?, 18m Galerie, Berlin
- 2009: connecting principle, Culture Lab, Newcastle/GB
- 2006: Verstecke, Neues Kunsthaus Ahrenshoop/D
- 2003: LichtRaumEuropa, Kunstverein Ingolstadt
- 2003: K03, Haus der Kunst, München
- 2002: Glas und Technologie, glasstec, Fachmesse, Düsseldorf
- 2002: Glasmuseum Linnich/D
- 2001: Statements, RAI-Amsterdam Art Fair, Amsterdam/NL
- 2001: Kunstsalon 2001, Haus der Kunst, München
- 2000: Zugriff, Museum Kunstpalast, Düsseldorf
- 1999: Junge Kunst, Haus der Kunst, München
- 1999: Charles Barker Gallery, London (mit Peter Burke)
- 1997: Stahlkunstpreis ’97, Lehmbruck-Museum, Duisburg
- 1996: Venezia Vetro Aperto, Museo Vetrario, Venedig
- 1996: Out of Egypt, Ägyptische Sammlung, München
- 1995: Galerie Andreas Bastian, München
- 1993: KUNSTFLUG, Deutsches Museum, München

## Genealogie
- Genealogisches Handbuch des Adels, Band 78, Adelige Häuser B (Briefadel) 1981, Band XIV, Hrsg. Deutsches Adelsarchiv, Walter von Hueck et al., C. A. Starke, Limburg an der Lahn 1981, S. 227.